# Ал Гудман
Ал Гудман (12 вересня 1890 року, Нікополь, Україна — 10 січня 1972, Нью-Йорк, США) — диригент, автор пісень, композитор, музичний режисер, аранжійник та піаніст.
Належав до української єврейської сім'ї, що емігрувала до США. Музичну освіту отримав у Консерваторія Пібоді у Балтиморі. Успіх прийшов з випуском хіта «Синбад», після якого диригував оркестром високоуспішних бродвейських проектів. Музично режисерував 150 вистав.
На честь Ала Гудмана встановлена зірка на Голівудському бульварі у Лос-Анджелесі.